# 阿莱拉克
阿莱拉克（法語：Alairac，法語發音：[alɛʁak] ⓘ）是法国奥德省的一个市镇，位于该省中北部，属于卡尔卡松区。

## 地理
阿莱拉克（43°11'3"N, 2°14'26"E）面积16.37 平方千米，位于法国奧克西塔尼大區奥德省，该省份为法国南部沿海省份，北起塔恩省，西北接上加龙省，西接阿列日省，南至东比利牛斯省，东临地中海，东北与埃罗省接壤。
与阿莱拉克接壤的市镇（或旧市镇、城区）包括：阿尔藏斯、科和索藏斯、拉瓦莱特、蒙克拉尔、蒙雷阿勒、鲁朗斯、维拉尔泽勒-迪拉泽斯。

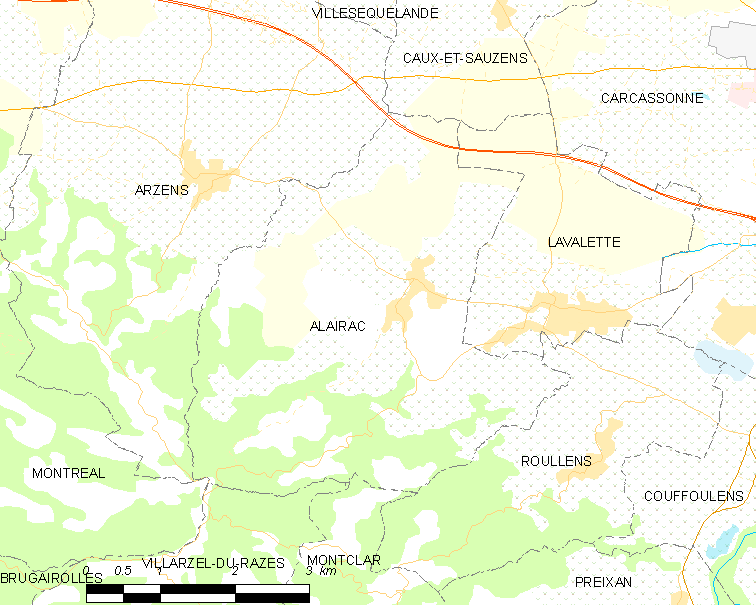
阿莱拉克的OSM定位图

阿莱拉克的时区为UTC+01:00、UTC+02:00（夏令时）。

## 行政
阿莱拉克的邮政编码为11290，INSEE市镇编码为11005。

## 政治
阿莱拉克所属的省级选区为卡尔卡松第三县。

## 人口

1962-2008年间阿莱拉克人口变化图示

阿莱拉克于2022年1月1日时的人口数量为1389人。